# Fotografický filtr

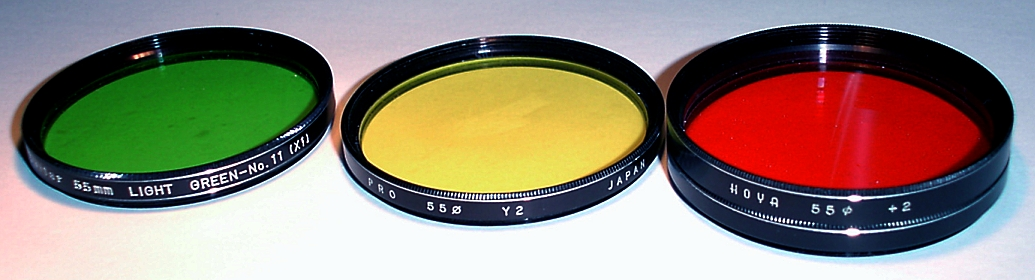
Fotografické filtry o průměru 55 mm

Fotografický filtr je příslušenství fotoaparátu (resp. jeho objektivu) sestávající z optického filtru který je při fotografování vkládán do cesty světlu. Filtr může mít tvar čtverce nebo obdélníku, který se k fotoaparátu připevňuje pomocí speciálního držáku, nebo (běžněji) skleněného či plastového kruhu v kovové nebo plastové objímce se závitem, kterou lze našroubovat na objektiv.
Filtry umožňují fotografovi zasahovat do vzhledu výsledné fotografie na další úrovni, než jen běžným ovládáním fotoaparátu případně dodatečnými úpravami. Jejich vliv na podobu výsledného obrazu může být poměrně nepatrný, ale i velmi výrazný.
Mezi obecná negativa použití filtrů patří především vložení další vrstvy materiálu do optické cesty, který může zhoršit kresbu objektivu a též pohltit část procházejícího světla a tím prodloužit potřebnou expoziční dobu.
Filtry jsou často označovány pomocí řady tzv. Wrattenových čísel.

## Klasifikace fotografických filtrů podle způsobu použití
- Transparentní a UV filtry
- Barevné konverzní filtry
- Filtry pro separaci barev
- Filtry zvyšující kontrast
- Infračervené (IR) filtry
- Neutrální šedé a šedé přechodové filtry
- Polarizační filtry
- Efektové filtry
  - Barevné přechodové filtry
  - Hvězdicové filtry
  - Difuzní (soft focus) filtry
  - Tónovací filtry (např. sepia)
  - Spot filtry
- Předsádkové čočky (makro filtry)

### Čiré a ultrafialové filtry

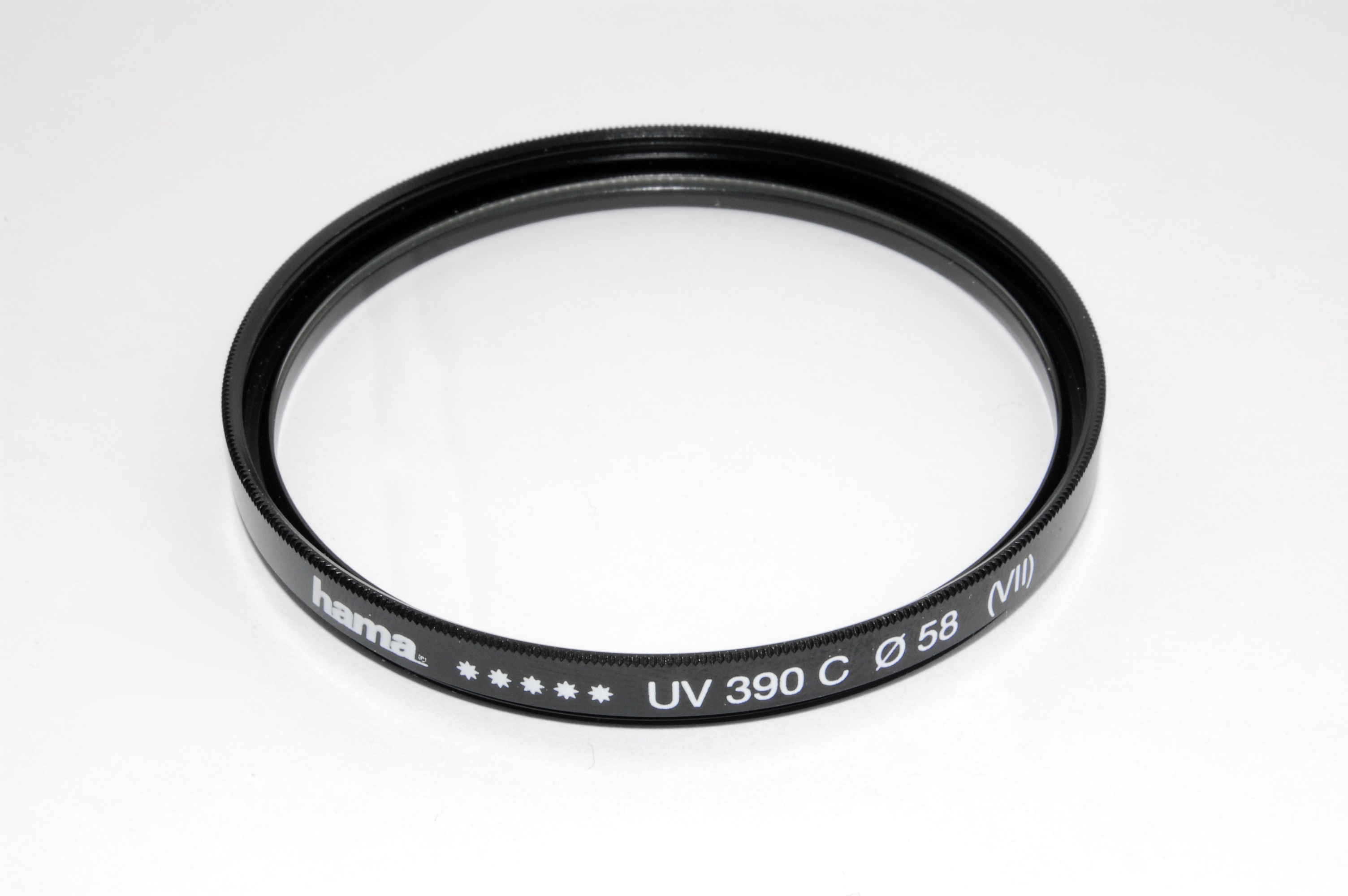
UV filtr HAMA

Čiré filtry, označované též jako protektory, jsou (v ideálním případě) zcela průhledné a technicky tak vlastně žádnými filtry nejsou. Smyslem jejich použití je ochrana přední čočky objektivu. V některých prostředích (zejména vlhkých či prašných) je užitečnost takového filtru evidentní, o vhodnosti jeho stálého používání se ve fotografické komunitě vede debata.
UV filtry: Rozptýlené ultrafialové záření v atmosféře způsobuje že se dálky jeví jako namodralé. Tento jev se umocňuje se stoupající nadmořskou výškou. Použitím UV filtru je tento jev výrazně potlačen. UV filtry jsou pro svoji výbornou propustnost, minimální zkreslování a více než přijatelnou cenu často používán spíše než pro svůj účel pro mechanickou ochranu předního členu objektivu.

### Korekce barev
Důležitou rolí filtrů byla kompenzace barevného nádechu scény, tak aby odpovídala specifikací použitého filmu. (Například zabarvení žárovkového světla tak, aby výsledná barevná teplota odpovídala světlu dennímu.) Korekční filtry jsou označovány tzv. Wrattenovými čísly.
Ve spotřebitelské fotografii se korekční filtry nepoužívaly – správné podání barev opravovala až laboratoř při vyvolání fotografií. Od nástupu digitálních fotoaparátů se staly v podstatě zbytečnými, protože u nich lze interpretaci barev změnit nastavením vyvážení bílé.

### Separace barev
Filtry pro separaci barev zcela pohlcují určité barvy, a s jejich pomocí lze obraz rozdělit na jednotlivé barevné složky. Byly používány v polygrafii, než je vytlačilo digitální zpracování.

### Zvýšení kontrastu
V černobílé fotografii se běžně používají barevné filtry k manipulaci s kontrastem. Žlutý filtr například ztmaví oblohu, a tím zvýší kontrast mezi ní a mraky. Červené filtry mají ještě výraznější efekt.
Při zpracování fotografií na počítači lze efekty barevných filtrů úspěšně simulovat pomocí funkce míchání kanálů při převodu barevné fotografie na černobílou.

### Polarizační filtr
Polarizační filtr je používán v černobílé a barevné fotografii k ztmavení příliš světlé oblohy. Protože světlo odražené od mraků polarizováno není, nemá na něj polarizační filtr vliv, a ve výsledku dojde ke zvýšení kontrastu mezi mraky a oblohou.
Polarizačním filtrem lze též eliminovat atmosférický opar a odražené sluneční světlo, což vede ke zvýšení sytosti barev. Častým použitím polarizačního filtru je odstranění odlesků na vodě nebo skle.
Efekt polarizačního filtru, zejména jeho vliv na odlesky, nelze jednoduše simulovat dodatečným zpracováním v počítači. Jeho použití příchodem digitální fotografie utrpělo nejméně.

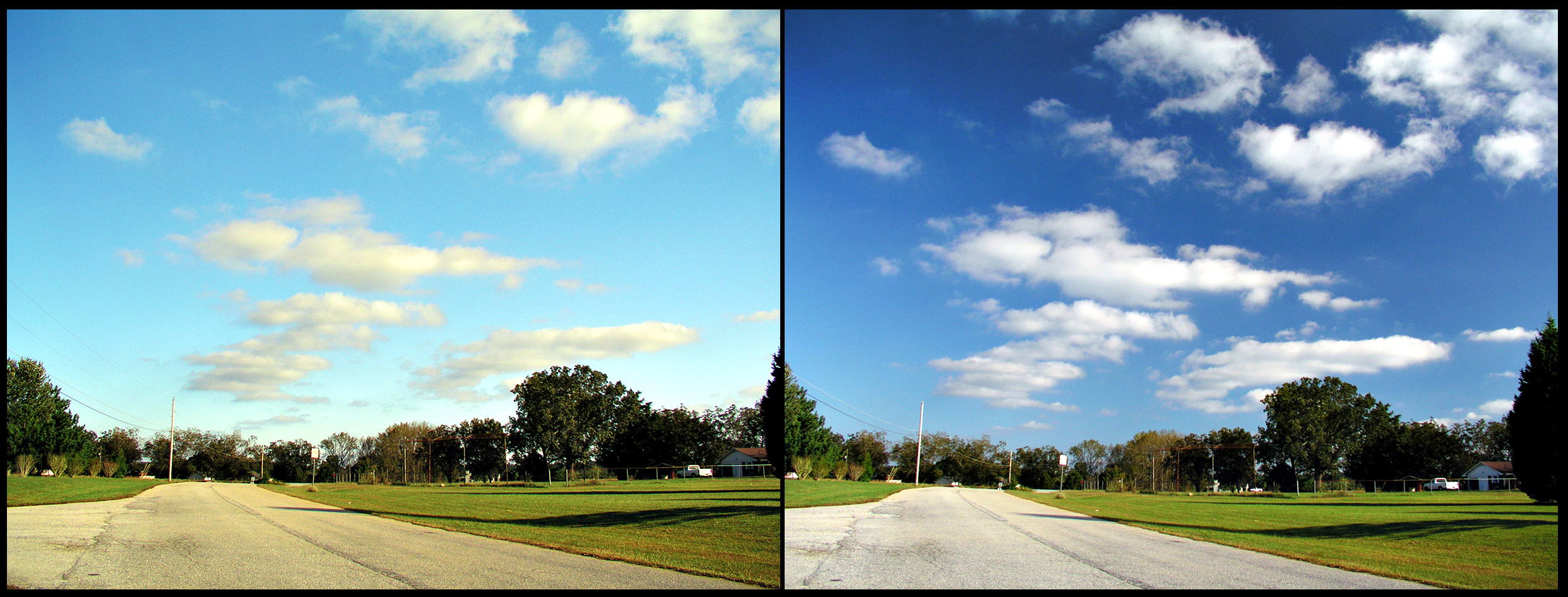
Efekt polarizačního filtru na podání oblohy. Snímek vpravo je snímán s filtrem.

Polarizační filtry rozlišujeme na lineární a cirkulární. Lineární polarizační filtr jednoduše propustí pouze světlo polarizované v jedné rovině. Cirkulární polarizační filtr kromě toho navíc obsahuje další vrstvu, která filtrované světlo opět převede na nepolarizované. To je nezbytné pro použití s některými typy fotoaparátů, zejména zrcadlovkami, které s polarizovaným světlem nepracují správně.

### Změkčovací filtr
Difuzní, nebo též změkčovací filtr změkčuje linie fotografie a vytváří jakýsi „mlžný opar“. Nejčastěji bývá používán u portrétů. Vedlejším efektem je snížení celkového kontrastu.
Obojího lze dosáhnout softwarovým zpracováním, které dovoluje velmi přesně regulovat míru efektu, ačkoli výsledný vzhled může být od filtru rozeznatelný.

## Filtry pro černobílou fotografii
Jsou filtry výrazně barevné a jejich označení zkratkou vychází z anglického názvu dané barvy a filtračního faktoru. Tyto filtry ovlivňují převod jednotlivých barev do šedé škály.
Barevné filtry pro černobílou fotografii zesvětlují odstíny shodné s barevností filtru a naopak ztmavují barevné odstíny doplňkové k barvě použitého filtru. Přesněji: Žádný filtr sám o sobě nezesvětluje barvy, pouze neztmavuje barvy shodné s barvou filtru. Zesvětlení je pouze zdánlivé vlivem nutné korekce filtračního faktoru. Aby filtr vůbec ztmavil barvu shodnou se svojí barvou, musel by být spektrálně naprosto čistý a dokonalý, což v praxi nepřichází vůbec v úvahu.

Ideální pro stanovení správné expozice při práci s filtry jsou kamery s TTL měřením. U obzvláště hustých filtrů, ale vnitřní měření nemusí vykazovat správně naměřené hodnoty, jelikož čidla jsou kalibrována na všechny barevné složky a odfiltrování téměř celého spektra vlnových délek může vést k zavádějícím údajům. V tomto případě je dobré nastavit korekci EV manuálně.

### Žluté filtry (Y – yellow)

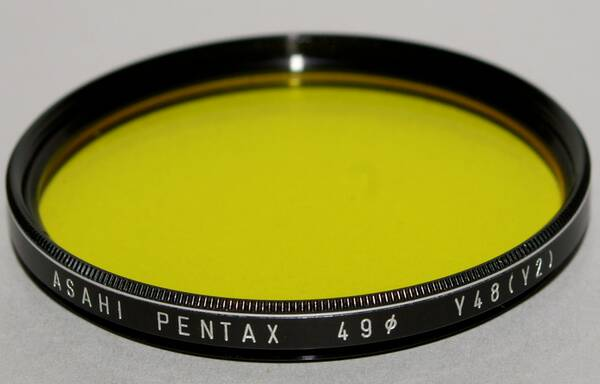
Žlutý filtr Asahi 49 mm

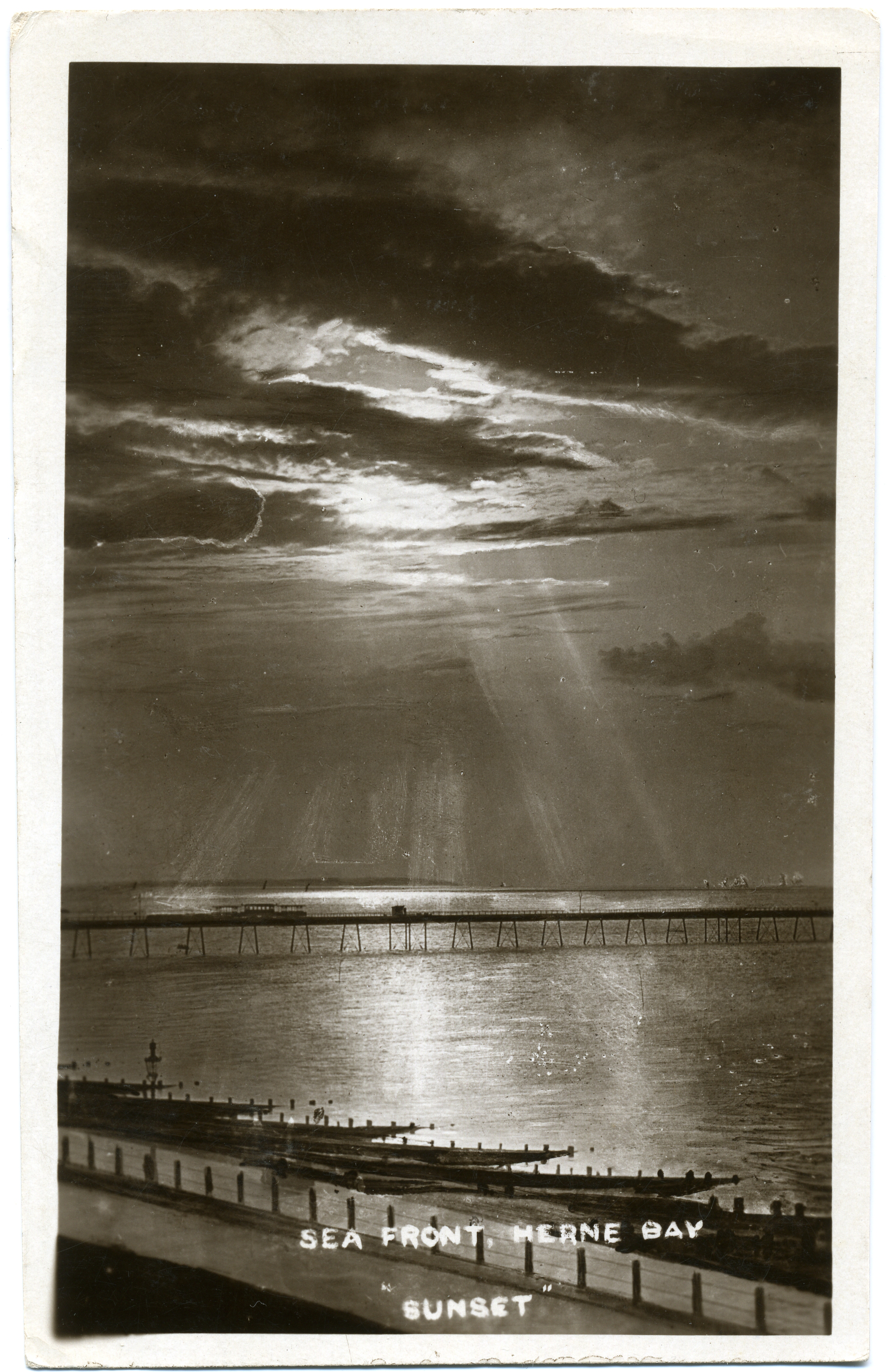
Fred C. Palmer: Západ slunce na Herne Bay, Kent, 1910–1916, fotografie pravděpodobně pořízená z okna jeho studia s využitím filtru zdůrazňující mraky; sluneční paprsky byly zvýrazněny kresbou na skleněný negativ

Žluté filtry patří v černobílé fotografii k nejčastěji používaným a jejich účinek se projeví prakticky ve všech oblastech a námětech. Žluté filtry zlepšují převod barevné škály na šedé odstíny, u panchromatických filmů se výsledná tonalita stává přirozenější a blíží se tomu, jak vnímáme jas barev okem.
Filtr je vhodný pro všechny náměty, zvláště pak pro dívčí a dětské portréty, u kterých zjemňuje zobrazení pleti. Pro krajinářskou fotografii je vhodný zvláště brzo na jaře, kdy je příroda světle zelená s velmi světlými odstíny rašících listů stromů. Vliv na ztmavení oblohy je minimální, výsledek působí o něco světleji, než jak oblohu vnímáme očima.
Středně žlutý filtr je zvláště vhodný pro snímání architektury, kde mírně zvyšuje kontrast a zlepšuje zobrazení drobných detailů ve struktuře snímaných objektů. Ztmavení oblohy je již výraznější a odpovídá celkem přesně tomu, jak jas modré oblohy vnímáme očima. Filtr je vhodný také pro portrétní fotografii, při které mírně zesvětluje opálenou pokožku a zvýrazňuje jas blonďatých vlasů. Středně žlutý filtr zlepšuje podání zelených odstínů, u kterých zesiluje tonální rozdíl různých odstínů.
Nejčastěji používaným žlutým filtrem je tmavě žlutý. Ztmavení modré oblohy je výrazné, odstín je tmavší, než jak jas oblohy vnímáme okem. Tmavě žluté filtry částečně vyrovnávají různé odstíny pleti, vzniklé například nestejnoměrným opalováním, vyrovnává také kontrasty při bočním osvětlení nejen u portrétů, ale také je neocenitelným pomocníkem při snímání aktů. V krajinářské fotografii se uplatní vždy, když je potřebné zvýraznit rozdíly mezi různými zelenými odstíny, mírné je také potlačení účinku vzdušné vlhkosti, tedy oparu v rozlehlé krajině.
Tmavě žluté filtry jsou v nabídce všech firem, které filtry produkují a měly by patřit k základní výbavě „černobílého“ fotografa. Filtry B + W nesou označení Y 023, Hoya K2 Yellow, Cokin 001 a PentaxSMC Y2. Filtrační faktor je většinou 2, což znamená změnu expozice o 1 EV. U fotoaparátu s TTL systémem je možné expozici měřit přímo s nasazeným filtrem bez dalších korekcí – to platí i pro světlé a střední žluté filtry.

### Oranžové filtry (O – orange)
Účinek oranžových filtrů je na výsledné fotografii již na první pohled viditelný. Oranžové filtry výrazně ztmavují modrou oblohu a zelené odstíny v krajině, účinně potlačují vzdušnou vlhkost (opar), zostří hranice oblačnosti, zdůrazňují naopak strukturu zdí, písku, sněhu apod. Velmi účinně oranžové filtry vyrovnávají rozdíly v opálení pokožky, která téměř vždy vychází velmi světlá až bílá – často jsou proto tyto filtry využívány pro portrétní fotografii a akty. Oranžové filtry lze použít také k dokonalému „odstranění“ kožních vyrážek, akné a pih. Při líčení pro portrétní fotografii je nutné použít tmavě hnědou rtěnku, jinak dojde k nepřirozenému zesvětlení rtů.
Velmi efektivní snímky získáte s oranžovými filtry při fotografování vybarvených podzimních stromů, kdy žluté a oranžové listy budou zobrazeny téměř bíle a získáme efekt podobný snímání na infračervené materiály.
U oranžových filtrů je nutné počítat s již poměrně velkým zvýšením kontrastu snímků. Oranžové filtry jsou dostupné jako světlé, a to B + W 040 Yellow-orange, Cokin 002 a Hoya G Orange. Tmavší, a tedy výrazně účinnější, jsou filtry B + W 041 Red-orange a PentaxSMC 02. Pokud není při snímání s oranžovými filtry v záběru více než 2/3 modré oblohy, doporučuje se použít při TTL měření expozice korekci +0,5 EV, jinak může dojít k podexpozici snímku následkem vyšší citlivosti měřících systémů k oranžové a červené části spektra. Filtrační faktor většiny oranžových filtrů je 4. U digitálních fotoaparátů lze použít +0,7 EV

### Červené filtry (R – red)
Červené filtry mají extrémně silný účinek, který se projevuje značným zvýšením kontrastu snímků, za určitých podmínek může dojít až ke ztrátě polotónů a fotografie pak, zvláště ve spojení s kontrastním fotopapírem, může vypadat jako dvoutónová – v obraze je pouze černá a bílá – toho lze využít např. u snímků architektury.
Modrá obloha je již zobrazena jako téměř černá, oblaka mají dokonale ostré obrysy. Červené filtry také zdůrazňují struktury světlých materiálů, tedy písku, sněhu, zdí apod., vhodné jsou pro kreativní fotografii, a to zvláště v zimě na sněhu. Červené filtry také velmi účinně potlačují vliv vzdušné vlhkosti, a lze je proto použít pro krajinné celky s průzračnými dálkami. V krajinářské fotografii se také používají k záměrnému ztmavení až z černání všech odstínů zelené, kdy jsou naopak zvýrazněny hnědé a oranžové barvy. S oblibou je tohoto efektu využíváno ke zvýraznění zajímavé křivky polní cesty, bělosti drobných bílých staveb, jako jsou např. Boží muka apod.
Červené filtry vytvářejí velmi dramatickou atmosféru, které lze využít pro zvýšení působivosti také v dokumentární a sociální reportáži. Efektu zčernání sytě modré oblohy lze s úspěchem využít také k fotografování měsíce za denního světla. Zajímavých efektů lze dosáhnout na sněhu, kdy jsou vržené stíny v případě modré oblohy modré, a červené filtry je proto zobrazí jako téměř černé.
Při expozici a volbě citlivosti filmu je nutné brát v úvahu vysoký filtrační faktor, který je v rozsahu 5 až 8, podle hustoty filtru. Pro většinu fotoaparátů je nutné i při TTL měření expozice použít dodatečnou korekci 2/3 až 1 EV (to platí i pro digitální fotoaparáty), jinak dojde k podexpozici snímků, to ale neplatí v případě, kdy je v obrazové ploše více než 1/2 oblohy. Červené filtry nabízí B + W jako 009 Light Red a 091 Red, Hoya 25A Red, Cokin 003 a Pentax SMC R2. Filtr B + W 091 je možné také použít pro infrafilm Ilford SFX 200.

### Zelené filtry (G – green)
| „ | „Není to tak dávno, kdy krajinářští fotografové považovali za samozřejmost vydávat se do přírody s nasazeným žlutozeleným filtrem – byl to téměř zákon. Pak se na tyto filtry trochu pozapomnělo v domnění, že moderní fotomateriály pro černobílou fotografii již filtry nevyžadují. Ale není tomu tak a zelené filtry se opět vracejí na výsluní.“ | “ |

Pro černobílou krajinářskou fotografii jsou jedním z nejdůležitějších filtrů, protože pomáhají lépe zobrazit a prokreslit zelené odstíny, které při snímání bez filtru vycházejí na snímku vždy příliš tmavé, a to i v případě světlezelených barev jarní přírody.
Tmavě zelený filtr navíc zvětšuje tonální rozdíl mezi různými zelenými odstíny a zabraňuje tak splývání jednotlivých stromů a keřů. Zelené filtry současně zvyšují obrysovou ostrost objektivů potlačením chromatické vady a zlepšují tonální podání modré oblohy, podobně, jako filtry žluté.
Pro krajinářskou fotografii lze zvláště žlutozelený filtr doporučit pro trvalé nasazení na objektivu.
Účinek zeleného filtru je ještě výraznější a lze ho doporučit pro snímání letní krajiny, ve které se vyskytují již jen tmavé odstíny zelené – snímek bez filtru bude beznadějně šedý, slitý, bez větších rozdílů mezi jehličnatým a listnatým stromem. Zelené filtry je možné s výhodou použít také v portrétní fotografii v případě, kdy potřebujeme ztmavit pokožku snímaných osob, často se zelený filtr používá pro skupinovou fotografii. U detailních portrétů je nutné počítat s tím, že se může nepříjemně projevit nadměrné ztmavení rtů a také se současně zvýrazní veškeré pleťové vady, pupínky a samozřejmě také pihy, čehož lze využít pro jejich záměrné zvýraznění, a to především u dětských portrétů.
B + W má v nabídce filtr 060 Yellow-green a 061 Green, Hoya XO Yellow Green a X1 Green a Cokin 004 Green. Při měření expozice TTL systémem není nutné používat dodatečnou korekci. Filtrační faktor je 2–3, pro digitály použijte korekci +0,3 EV u žlutozeleného a +0,7 EV u zeleného filtru.

### Žlutozelené filtry (YG – yellow-green)
Má poněkud výraznější účinky na oblohu než Green filtr. V krajinářské fotografii je velmi oblíbený. Převod barev do šedé škály je velmi přirozený, kontrast je mírně zvýšený.

### Modré filtry (B – blue)

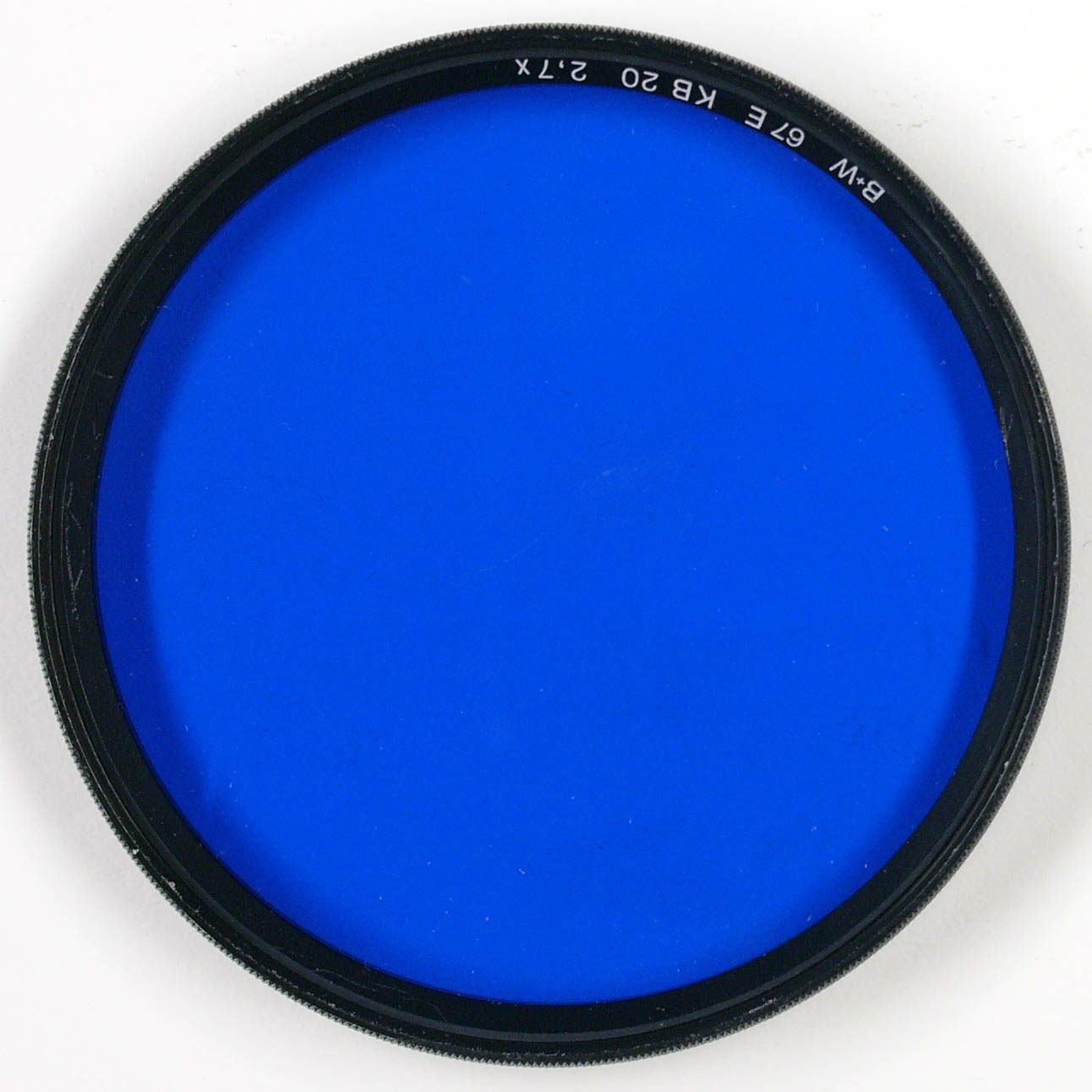
Modrý filtr KB20

Velká škoda je, že většina autorů pro černobílou fotografii prakticky vůbec nevyužívá modrých filtrů, přestože jejich účinek je velmi zajímavý a může výsledné snímky výrazně zlepšit, a to nejen v krajinářské, ale i například v reportážní fotografii, dokumentu a architektuře.
Modré filtry zdůrazňují vliv vzdušné vlhkosti a z toho lze snadno odvodit, jak se účinek filtrů projeví na výsledné fotografii. V krajině zvýraznění atmosférického oparu vnáší do snímku zádumčivou atmosféru a také prostorové vnímání, zvláště při použití teleobjektivů. Právě jednotlivé plány v krajině jsou prostorovým prvkem a modré filtry kromě zdůraznění vzdušné perspektivy současně zvýší rozdíly mezi jednotlivými plány. Tmavě modrý filtr je často používán také pro zvýšení hustoty mlhy a právě podzimní dny mohou být díky modrému filtru rájem romantiků.
Oproti oranžovým a červeným filtrům filtry modré snižují kontrast a čím větší je vzdušná vlhkost, tím výraznější je také změkčení. Změkčení kontrastů můžete využít při fotografování v ulicích měst a slunečném počasí, kdy jsou kontrasty pro většinu materiálů jen těžko zvládnutelné, velmi dobře lze také oddělit prostor mezi různě vzdálenými budovami.
Světle modrý filtr mírně ztmavuje pleťové odstíny a také snižuje kontrast. Jeho účinek je velmi jemný a na snímcích nevypadá přirozeně. Současně také posunuje polotóny více k oblastem světel a zlepšuje tak čitelnost obsahu snímků, zvláště u reportážní fotografie. Posun polotónů navíc zlepší výsledky i u velmi levných, spotřebních fotomateriálů. Stejně jako u zelených platí, že účinně potlačují chromatickou vadu objektivů, a lze tak dosáhnout zvýšení obrysové ostrosti u méně kvalitních objektivů.
Modré filtry lze doporučit také pro snímání při žárovkovém osvětlení, kde při TTL měření expozice často dochází k podexponování snímků, ke ztrátám dochází především v kresbě stínů.
Modré filtry nabízí značku B + W pod označením 080 Light Blue a 081 Blue a také Cokin Cyan. Při TTL měření expozice není nutné používat žádnou další korekci.

## Konstrukce
Fotografické filtry jsou často vyráběny ze skla, tvrzených plastických hmot, jaké se používají ve sklech brýlí (například CR39), polyesteru a polykarbonátu, někdy jsou používány i acetáty.
V minulosti byly filtry vyráběny ze želatiny. Odtud pochází označení "želatinové filtry", nebo "barevné gely" (color gels), přestože jsou nyní filtry z plastických hmot zmíněných výše.
Kvalitní filtry jsou dále doplňovány antireflexními vrstvami, které omezují odrazy a umožňují propustit více světla. Filtry bez těchto vrstev mohou pohltit až 9 % světla, zatímco filtry s více antireflexními vrstvami jej propustí až 99,7 %.

## Velikosti filtrů a upevnění

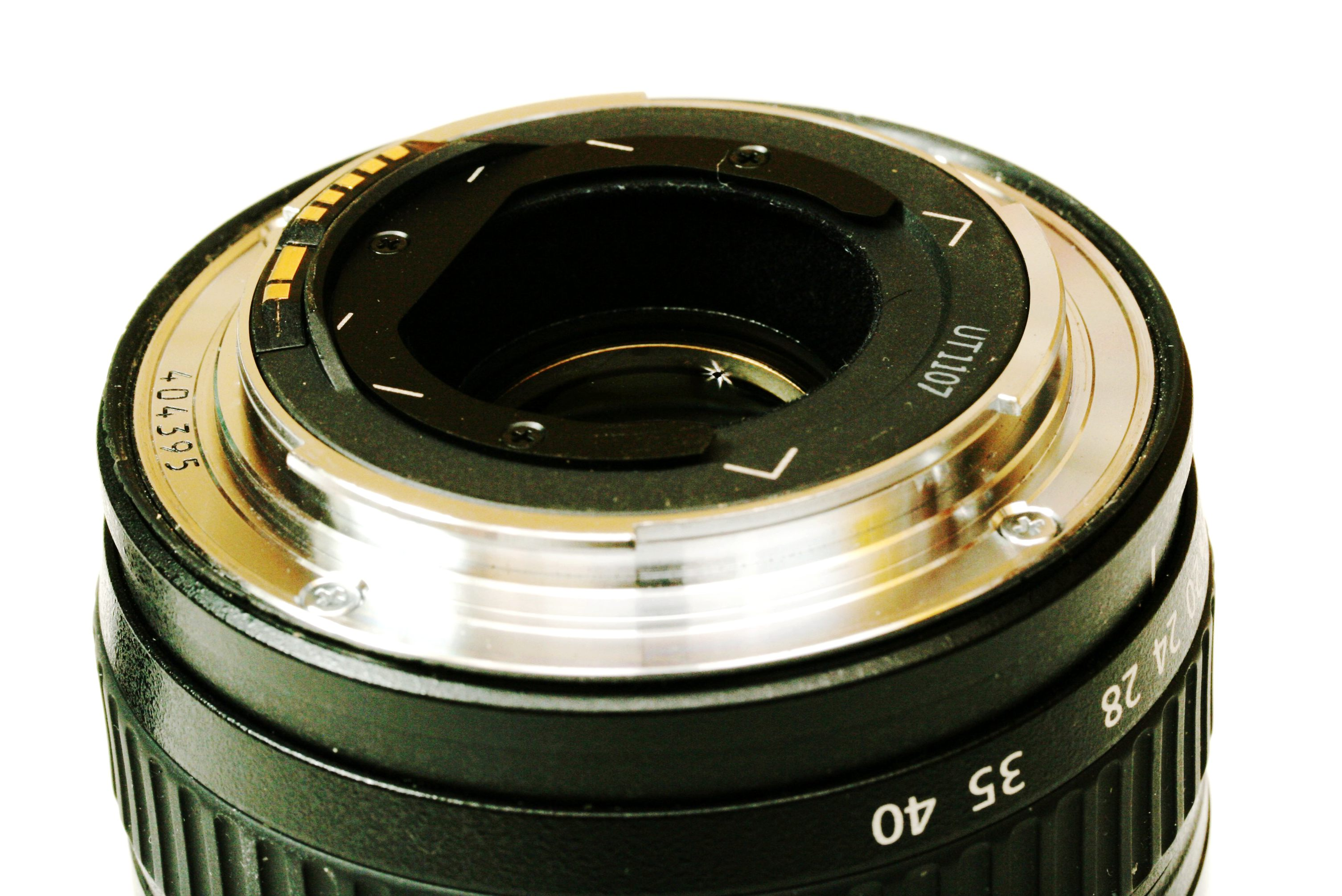
Bajonet objektivu s držákem na želatinový filtr

V průběhu let se výrobci objektivů a filtrů shodli na několika "standardních" velikostech filtrů.
Kruhové filtry mají zpravidla jeden z následujících průměrů závitu: 49 mm, 52 mm, 55 mm, 58 mm, 62 mm, 67 mm, 72 mm, 77 mm a 82 mm. Stoupání závitu je buď 0,5 mm nebo 0,75 mm, v závislosti na velikosti.
Čtvercové filtry mívají stranu o velikosti dvou, tří nebo čtyř palců. Rozměr 100 mm×100 mm je velmi blízký 4"×4", často dovoluje použít stejné držáky, a je jedním z populárních formátů (2006). Ve filmovém průmyslu je téměř standardem.
Firma Cokin vyrábí široké spektrum filtrů a držáků na objektivy ve třech velikostech, souhrnně označovaných jako "systém Cokin". Velikost "A" (amatérská) má šířku 67 mm, "P" (profesionální) 84 mm a "X Pro" je široká 130 mm. Filtry pasující do držáků Cokin dodává i mnoho dalších výrobců.
Želatinové filtry jsou obvykle čtvercové a mají formu tenkých fólií, které musí být upevněny do rámečků. Některé širokoúhlé objektivy mají rámeček na takový filtr na bajonetu pro případ, že by obvyklý filtr v předním závitu překážel v záběru. Nejčastější použití nacházejí želatinové filtry v divadelní a filmové osvětlovací technice.